# Szélescsíkú mongúz
A szélescsíkú mongúz vagy más néven sávos mongúz (Galidictis fasciata) az emlősök (Mammalia) osztályába, a ragadozók (Carnivora) rendjébe és a madagaszkári cibetmacskafélék (Eupleridae) családjába tartozó Galidictis nem egyik faja.

## Elterjedése
A faj Madagaszkár teljes keleti partvidékén előfordul. A kevés keleti parti esőerdőt kivéve minden erdőtípusban megtalálható egészen 1500 méteres tengerszint feletti magasságig.
Eredetileg erdőlakó faj, mivel azonban élőhelyének jelentős részéről kiirtották az erdőt, így alkalmazkodott az erdők helyén felnövekvő trópusi bozótosokhoz is és előfordulhat fátlan vidékeken is.

## Megjelenése
Testhossza 30-34 centiméter, farokhossza 25-29 centiméter, súlya 520-750 gramm.
Teste vékony és hosszúkás, lábai rövidek. Szőrzetének színe barnásszürke. Fő jellegzetessége, melyről nevét is kapta a hátán húzódó sötét szürkésbarna színű széles szőrsávok. Ezeket vékony fehér sávok határolják. A csíkok a tarkójától kezdve a hátán át egészen a farka tövéig húzódnak.
Hasa világosszürke színű, arca szürkésbarna. Farka bozontos, az utolsó kétharmad része többnyire fehér.

## Életmódja
Életmódjáról elég kevés adat áll rendelkezésre. Talajlakó éjjeli életmódú faj. Olykor fákra is felkúszhat táplálék után kutatva.
A legtöbb megfigyelt állat egyedül járt táplálék után, de olykor párosával is látták.

## Táplálkozása
A szélescsíkú mongúz kisebb rágcsálókat, kisebb makikat, hüllőket és kétéltűeket fogyaszt.

## Természetvédelmi helyzete
Az erdőirtások és szigetre betelepített emlős ragadozók (elvadult kutyák és macskák és főleg a táplálékkonkurrens kis cibetmacska (Viverricula indica)) miatt mára csak kisebb populációi megmaradtak.
Éjjeli életmódja miatt ritkán látható faj, bár elterjedési területe elég nagy.
Mindezek miatt a Természetvédelmi Világszövetség a fajt a „sebezhető” fajok közé sorolja.

## Fordítás
- Ez a szócikk részben vagy egészben  a   Breitstreifenmungo című német Wikipédia-szócikk ezen változatának fordításán alapul.  Az eredeti cikk szerkesztőit annak laptörténete sorolja fel. Ez a jelzés csupán a megfogalmazás eredetét és a szerzői jogokat jelzi, nem szolgál a cikkben szereplő információk forrásmegjelöléseként.